# الإثم في الإسلام
الإثم هو مخالفة لأمر الله تعالى أو ارتكاب لنهيه يوجب لصاحبه استحقاق العقوبة، والذنب قد يرد مقرونًا بالسيئة فيراد به الكبيرة حينئذ، وقد يرد منفردًا فيراد به مطلق المعصية، والحسنات في الإسلام تٌذهب السيئات وتزيلها. يقول الله سبحانه وتعالى: ﴿وَأَقِمِ الصَّلَاةَ طَرَفَيِ النَّهَارِ وَزُلَفًا مِنَ اللَّيْلِ إِنَّ الْحَسَنَاتِ يُذْهِبْنَ السَّيِّئَاتِ ذَلِكَ ذِكْرَى لِلذَّاكِرِينَ ۝١١٤﴾ [هود:114].

## مفهوم الإثم
الخطيئة في المفهوم الإسلامي هي الذنب على عمد، والخِطء -بكسر الخاء- بمعنى: الذنب المترتب عليه الإثم، أما الخطأ -بفتح الخاء- هو: ما كان بغير تعمد، فالخطيئة هي الذنب أو المعصية التي يكون ارتكابها في حالة العمد، ويترتب عليها إثم مرتكبها، وهي تشمل جمع أنواع الذنوب والمعاصي.
تنقسم الخطيئة في الإسلام إلى قسمين:
1. الكبائر: وهي كل خطيئة كان لها حد خاص في الدنيا (عقوبة) ووعيد خاص في الآخرة (غضب من الله أو لعنة) مثال: القتل العمد عقوبته في الدنيا القصاص والكفارة، ويتعلق به في الآخرة أمران أحدهما: حق الله وهو العقوبة في الآخرة، وحق المقتول وهو أن يقتص من قاتله وقد يعفو عنه، ومن الكبائر أيضا الزنا والسرقة والتعامل بالربا وغير ذلك.
2. الصغائر: وهي كل خطيئة لم يكن لها حد خاص ولا وعيد خاص وهي ما دون الكبائر، كمخالفة سنن رسول الله الثابتة وغيرها، رغم أنها لا تستلزم عقابا خاصا في الدنيا وليس لها وعيد ثابت في الآخرة لكنها تكون إما محرمة أو مكروهة أو شبهة ولهذا استلزم الابتعاد عنها قدر المستطاع والإصرار والإكثار منها يجعلها بحكم الكبيرة

فالخطيئة والمعصية بمعنى واحد، وكلمة الخطيئة: غير شائعة في الإسلام، بل يقال عادة «أخطأ»، و«وقع في الخطأ»، والخطيئة هي من بين إحدى الكلمات التي تدل على «المعصية» ومنها أيضا: الذنب، والسيئة، والحوب، والإثم، والفسوق، والعصيان، والفساد، والعتو، والإصر، والمعصية.
ويؤمن المسلمين كذلك أن الآثم ليس له قيمة {أُولَٰئِكَ الَّذِينَ كَفَرُوا بِآيَاتِ رَبِّهِمْ وَلِقَائِهِ فَحَبِطَتْ أَعْمَالُهُمْ فَلَا نُقِيمُ لَهُمْ يَوْمَ الْقِيَامَةِ وَزْنًا} سورة الكهف:الآية 105 ويعتقد المسلمون ان المسيئين سوف يعذبون بنار جهنم يقول سبحانه وتعالى {نَبِّئْ عِبَادِي أَنِّي أَنَا الْغَفُورُ الرَّحِيمُ • وَأَنَّ عَذَابِي هُوَ الْعَذَابُ الْأَلِيمُ}  سورة الحجر آيات:49 و50
وعن الخطأ ويقول النبي محمد عليه الصلاة والسلام: «كُلُّ ابْنِ آدَمَ خَطَّاءٌ وَخَيْرُ الْخَطَّائِينَ التَّوَّابُونَ». وهذا يعني ان الخطيئة صفة طبيعية عند الإنسان ولا يوجد أحد معصوم حسب العقيدة الإسلامية.
يؤمن المسلمون بخطيئة الشيطان ووسوسته ويدعو الإسلام إلى الابتعاد عن المخطئين والمسيئين الذين يوصفهم بالمفسدين بالارض، ولا يؤمن المسلمون بالخطيئة الجماعية أو الخطيئة المتوارثة وانما لكل انسان أعماله الخاصة به يقول الله سبحانه وتعالى {وَلَا تَزِرُ وَازِرَةٌ وِزْرَ أُخْرَىٰ ۚ ثُمَّ إِلَىٰ رَبِّكُم مَّرْجِعُكُمْ فَيُنَبِّئُكُم بِمَا كُنتُمْ فِيهِ تَخْتَلِفُونَ} سورة الانعام آية:164.

## أسباب الضلال وطرائقه
الضلال لغة ضلٌّ: انحرفَ وغوى، وضاعَ وإصطلاحًا (من وجهة نظر المسلمين): انحراف العبدِ وخروجُه عنْ شرع الإسلام. وسمى العلماء المسلمون الانحراف عنْ شرع الإسلام ضلالاً؛ لما فيه من ضياع، وبعد عن الحق والهداية والصلاح حسب الأدلة الشرعية لديهم.
- الجهل: إذا كان سبيل الهداية يستنير بالعلم الذي دل عليه العقل والرسل عليهم الصلاة والسلام، فإن سبيل الضلال يكون بالجهل والإعراض عن منهج الرسل عليهم الصلاة والسلام؛ فالجهل بالخالق وعدم معرفته، من أكبر الأسباب التي تحرف الإنسان عن الطريق السوي مصداقا لقول الله تعالى: ﴿وَمَا قَدَرُوا اللَّهَ حَقَّ قَدْرِهِ﴾[7] وقوله تعالى:﴿إِنَّمَا يَخْشَى اللَّهَ مِنْ عِبَادِهِ العُلَمَاءُ﴾[8]
- العناد والاستكبار: وهما يحرمان صاحبهما منْ سماع الحق والإنصات إليه، وقد أشار القرآن الكريم إلى أول معصية ارتُكبتْ على يدي عدو الله إبليس، فقد أمره الله أن يسجد لآدم، فابى واستكبر، ونفر عن الإنصات للحق، والكبر من أسباب عدم قبول الحق والإعراض عنه، وعدم السماع له، ولو أنهم طلبوا من الله الهداية والرحمة لكان أولى لهم وأنفع، بدل أن يطلبوا إنزال العذاب، ويستمروا في الضلال.
- كيد الشيطان: فالشيطان نذر نفسه لغواية الإنسان والإيقاع به، لذلك فهو يزين للإنسان طريق الغواية ويجملُهَا له، كي يوقعه في المعصية، مستخدماً بذلك أسلوب الغواية المتدرِِّجة قال الله تعالى: ﴿يَا أَيُّهَا الَّذِينَ آمَنُوا لَا تَتَّبِعُوا خُطُوَاتِ الشَّيْطَانِ وَمَن يَتَّبِعْ خُطُوَاتِ الشَّيْطَانِ فَإِنَّهُ يَأْمُرُ بِالْفَحْشَاءِ وَالْمُنكَرِ﴾[9]
- اتباع الهوى والشهوات: وقد أوجد الله الإنسان، وركّب فيه غرائز وشهوات يميل إليها، وهذه الشهوات إذا تُركتْ دون ضابط شرعيّ ولم تُهذّبْ، فإنها تسوق الإنسان إلى المعاصي والضلال والوقوع في المحظورات والمحرَّمات. وإذا كان الله قد حرم على عباده بعض الشهوات والملذات المفسدة فقد أباح لهم الطيبَ منها.
- البيئةُ الاجتماعية: يتأثر الإنسان إيجاباً وسلباً بالبيئة الاجتماعية التي يعيش فيها، فإن كانت البيئةُ الصالحةً، قادته إلى الصلاح، وإن كانت فاسدةً قادته إلى الفساد ويشر النبي محمد إلى أثر الوالدين في تنشئة أبنائهم بقوله: «ما من مولود إلا يولد على الفطرة، فأبواه يهودانه أو ينصرانه أو يمجسانه، كما تنتج البهيمة بهيمة جمعاء، هل تحسون فيها من جدعاء» [10] والصحبةُ من البيئة المؤثرة في التربية، وقد بين النبي صلى الله عليه وسلم أثرها بقوله: «مثل الجليس الصالح والجليس السوء كحامل المسك ونافخ الكير، فحامل المسك إما أن يحذيك، وإما أن تبتاع منه، وإما أن تجد منه ريحاً طيبةً، ونافخ الكير إما أن يحرق ثيابك، وإما أن تجد منه ريحاً خبيثةً» "[11]، لذلك نرى أن الإنسان الذي ينشا في بيئة صالحة ينفتح امامهُ طريق الهداية، ومن ينشا في بيئة فاسدة يتأثر بها، ويحتاج لمن ياخذ بيدِهِ، ويخلصه منها.

### ذكر الضلال فيالقرآن الكريم
- قال الله تعالى ﴿أُولَئِكَ الَّذِينَ اشْتَرَوُا الضَّلَالَةَ بِالْهُدَى فَمَا رَبِحَتْ تِجَارَتُهُمْ وَمَا كَانُوا مُهْتَدِينَ﴾[12]
- وقال تعالى ﴿أُولَئِكَ الَّذِينَ اشْتَرَوُا الضَّلَالَةَ بِالْهُدَى وَالْعَذَابَ بِالْمَغْفِرَةِ فَمَا أَصْبَرَهُمْ عَلَى النَّارِ﴾[13]
- وقال تعالى ﴿لَقَدْ مَنَّ اللَّهُ عَلَى الْمُؤْمِنِينَ إِذْ بَعَثَ فِيهِمْ رَسُولًا مِنْ أَنْفُسِهِمْ يَتْلُو عَلَيْهِمْ آَيَاتِهِ وَيُزَكِّيهِمْ وَيُعَلِّمُهُمُ الْكِتَابَ وَالْحِكْمَةَ وَإِنْ كَانُوا مِنْ قَبْلُ لَفِي ضَلَالٍ مُبِينٍ﴾[14]
- ﴿أَلَمْ تَرَ إِلَى الَّذِينَ أُوتُوا نَصِيبًا مِنَ الْكِتَابِ يَشْتَرُونَ الضَّلَالَةَ وَيُرِيدُونَ أَنْ تَضِلُّوا السَّبِيلَ﴾[15]
- ﴿أَلَمْ تَرَ إِلَى الَّذِينَ يَزْعُمُونَ أَنَّهُمْ آَمَنُوا بِمَا أُنْزِلَ إِلَيْكَ وَمَا أُنْزِلَ مِنْ قَبْلِكَ يُرِيدُونَ أَنْ يَتَحَاكَمُوا إِلَى الطَّاغُوتِ وَقَدْ أُمِرُوا أَنْ يَكْفُرُوا بِهِ وَيُرِيدُ الشَّيْطَانُ أَنْ يُضِلَّهُمْ ضَلَالًا بَعِيدًا﴾[16]
- ﴿إِنَّ اللَّهَ لَا يَغْفِرُ أَنْ يُشْرَكَ بِهِ وَيَغْفِرُ مَا دُونَ ذَلِكَ لِمَنْ يَشَاءُ وَمَنْ يُشْرِكْ بِاللَّهِ فَقَدْ ضَلَّ ضَلَالًا بَعِيدًا﴾[17]
- ﴿فَرِيقًا هَدَى وَفَرِيقًا حَقَّ عَلَيْهِمُ الضَّلَالَةُ إِنَّهُمُ اتَّخَذُوا الشَّيَاطِينَ أَوْلِيَاءَ مِنْ دُونِ اللَّهِ وَيَحْسَبُونَ أَنَّهُمْ مُهْتَدُونَ﴾[18]
- ﴿فَذَلِكُمُ اللَّهُ رَبُّكُمُ الْحَقُّ فَمَاذَا بَعْدَ الْحَقِّ إِلَّا الضَّلَالُ فَأَنَّى تُصْرَفُونَ﴾[19]
- ﴿وَلَقَدْ بَعَثْنَا فِي كُلِّ أُمَّةٍ رَّسُولاً أَنِ اعْبُدُوا اللَّهَ وَاجْتَنِبُوا الطَّاغُوتَ فَمِنْهُم مَّنْ هَدَى اللَّهَ وَمِنْهُم مَّنْ حَقَّتْ عَلَيْهِ الضَّلَالَةَ فَسِيرُوا فِي الأَرْضِ فَانظُرُوا كَيْفَ كَانَ عَاقِبَةَ الْمُكَذِّبِينَ﴾[20]
- ﴿قَالَ لَقَدْ كُنْتُمْ أَنْتُمْ وَآَبَاؤُكُمْ فِي ضَلَالٍ مُبِينٍ﴾[21]
- ﴿وَمَا أَنْتَ بِهَادِي الْعُمْيِ عَنْ ضَلالَتِهِمْ إِنْ تُسْمِعُ إِلاَّ مَنْ يُؤْمِنُ بِآيَاتِنَا فَهُمْ مُسْلِمُونَ﴾[22]
- ﴿إِنَّ الْمُجْرِمِينَ فِي ضَلَالٍ وَسُعُرٍ﴾[23]
- ﴿إِنَّ رَبَّكَ هُوَ أَعْلَمُ بِمَن ضَلَّ عَن سَبِيلِهِ وَهُوَ أَعْلَمُ بِالْمُهْتَدِينَ﴾[24]

## آراء العلماء
قال الشيخ عبد الرزاق البدر: قال ابن القيم في بدائع الفوائد والجواب الكافي لمن سأل عن الدواء الشافي : "الذنوب تزيل النعم ولا بد, فما أذنب عبد ذنباً إلا زالت عنه نعمة من الله بحسب ذلك الذنب, فإن تاب وراجع رجعت إليه أو مثلها, وإن أصر لم ترجع إليه, ولا تزال الذنوب تزيل عنه نعمةً نعمةً حتى يُسلب النعم كلها, قال الله تعالى: إِنَّ اللَّهَ لَا يُغَيِّرُ مَا بِقَوْمٍ حَتَّىٰ يُغَيِّرُوا مَا بِأَنفُسِهِمْ ۗ [الرعد:11] . وبالجملة فإن المعاصي نار النعم تأكلها, كما تأكل النارُ الحطب".